# Daniele Beltrammi
Daniele Beltrammi (Roma, 9 marzo 1974) è un ex calciatore italiano, di ruolo attaccante.

## Carriera
Con la Fiorentina, tra il 1991 ed il 1993, colleziona 9 presenze in Serie A, realizzando anche una rete, nei primi minuti dell'incontro sul campo del Pescara vinto dai toscani per 2-0.

## Palmarès

### Club

#### Competizioni giovanili
- Torneo di Viareggio: 1

Fiorentina: 1992

#### Competizioni nazionali
- Campionato italiano di Serie B: 1

Fiorentina: 1993-1994